# Óscar Siafá
Juan José Óscar Siafá Etoha, meglio noto come Óscar Siafá (Madrid, 12 settembre 1997), è un calciatore spagnolo naturalizzato equatoguineano, attaccante dello Slatina e della nazionale equatoguineana.

## Carriera

### Club
Dopo varie stagioni tra la terza e la quarta divisione spagnola, nel 2021 si è trasferito all'Olympiakos Volos, club della seconda divisione greca.

### Nazionale
Il 7 settembre 2021 ha esordito con la nazionale equatoguineana giocando l'incontro vinto 1-0 contro la Mauritania, valido per le qualificazioni al campionato mondiale di calcio 2022; è stato convocato per la Coppa delle nazioni africane 2021 e per la Coppa delle nazioni africane 2023.

## Statistiche

### Presenze e reti nei club
Statistiche aggiornate al 17 maggio 2025.
| Stagione        | Squadra          | Campionato      | Campionato | Campionato | Coppe nazionali | Coppe nazionali | Coppe nazionali | Coppe continentali | Coppe continentali | Coppe continentali | Altre coppe | Altre coppe | Altre coppe | Totale | Totale |
| Stagione        | Squadra          | Comp            | Pres       | Reti       | Comp            | Pres            | Reti            | Comp               | Pres               | Reti               | Comp        | Pres        | Reti        | Pres   | Reti   |
| --------------- | ---------------- | --------------- | ---------- | ---------- | --------------- | --------------- | --------------- | ------------------ | ------------------ | ------------------ | ----------- | ----------- | ----------- | ------ | ------ |
| ago.-dic. 2018  | Elche Ilicitano  | TD              | 12         | 0          |                 | -               | -               |                    | -                  | -                  |             | -           | -           | 12     | 0      |
| gen.-giu. 2019  | Eldense          | TD              | 18         | 1          |                 | -               | -               |                    | -                  | -                  |             | -           | -           | 18     | 1      |
| set.-nov. 2019  | FC Cartagena     | SDB             | 3          | 0          |                 | -               | -               |                    | -                  | -                  |             | -           | -           | 3      | 0      |
| 2019-gen. 2020  | FC Cartagena B   | TD              | 15         | 2          |                 | -               | -               |                    | -                  | -                  |             | -           | -           | 15     | 2      |
| gen.-giu. 2020  | Alzira           | TD              | 9          | 2          |                 | -               | -               |                    | -                  | -                  |             | -           | -           | 9      | 2      |
| 2020-2021       | Laredo           | SDB             | 25         | 4          | CR              | 1               | 0               |                    | -                  | -                  |             | -           | -           | 26     | 4      |
| 2021-2022       | Olympiakos Volos | SL2             | 24         | 7          | CG              | 1               | 0               |                    | -                  | -                  |             | -           | -           | 25     | 7      |
| 2022-2023       | Nikī Volo        | SL2             | 21         | 2          | CG              | 1               | 0               |                    | -                  | -                  |             | -           | -           | 22     | 2      |
| 2023-2024       | Alessandria      | C               | 24         | 3          | CI-C            | 0               | 0               | -                  | -                  | -                  | -           | -           | -           | 24     | 3      |
| 2024-2025       | Birkirkara       | PL              | 11         | 1          | CM              | 0               | 0               | -                  | -                  | -                  | -           | -           | -           | 11     | 1      |
| 2024-2025       | Pro Vercelli     | C               | 11         | 0          | CI-C            | 0               | 0               | -                  | -                  | -                  | -           | -           | -           | 11     | 0      |
| Totale carriera | Totale carriera  | Totale carriera | 173        | 22         |                 | 3               | 0               |                    | -                  | -                  |             | -           | -           | 176    | 22     |

### Cronologia presenze e reti in nazionale
| Cronologia completa delle presenze e delle reti in nazionale ― Guinea Equatoriale | Cronologia completa delle presenze e delle reti in nazionale ― Guinea Equatoriale | Cronologia completa delle presenze e delle reti in nazionale ― Guinea Equatoriale | Cronologia completa delle presenze e delle reti in nazionale ― Guinea Equatoriale | Cronologia completa delle presenze e delle reti in nazionale ― Guinea Equatoriale | Cronologia completa delle presenze e delle reti in nazionale ― Guinea Equatoriale | Cronologia completa delle presenze e delle reti in nazionale ― Guinea Equatoriale | Cronologia completa delle presenze e delle reti in nazionale ― Guinea Equatoriale |
| Data                                                                              | Città                                                                             | In casa                                                                           | Risultato                                                                         | Ospiti                                                                            | Competizione                                                                      | Reti                                                                              | Note                                                                              |
| --------------------------------------------------------------------------------- | --------------------------------------------------------------------------------- | --------------------------------------------------------------------------------- | --------------------------------------------------------------------------------- | --------------------------------------------------------------------------------- | --------------------------------------------------------------------------------- | --------------------------------------------------------------------------------- | --------------------------------------------------------------------------------- |
| 7-9-2021                                                                          | Malabo                                                                            | Guinea Equatoriale                                                                | 1 – 0                                                                             | Mauritania                                                                        | Qual. Mondiali 2022                                                               | -                                                                                 | 69’                                                                               |
| 7-10-2021                                                                         | Malabo                                                                            | Guinea Equatoriale                                                                | 2 – 0                                                                             | Zambia                                                                            | Qual. Mondiali 2022                                                               | -                                                                                 | 85’                                                                               |
| 10-10-2021                                                                        | Lusaka                                                                            | Zambia                                                                            | 1 – 1                                                                             | Guinea Equatoriale                                                                | Qual. Mondiali 2022                                                               | -                                                                                 | 81’                                                                               |
| 13-11-2021                                                                        | Malabo                                                                            | Guinea Equatoriale                                                                | 1 – 0                                                                             | Tunisia                                                                           | Qual. Mondiali 2022                                                               | -                                                                                 | 35’ 80’                                                                           |
| 16-11-2021                                                                        | Nouakchott                                                                        | Mauritania                                                                        | 1 – 1                                                                             | Guinea Equatoriale                                                                | Qual. Mondiali 2022                                                               | -                                                                                 | 46’                                                                               |
| 12-1-2022                                                                         | Douala                                                                            | Guinea Equatoriale                                                                | 0 – 1                                                                             | Costa d'Avorio                                                                    | Coppa d'Africa 2021 - 1º turno                                                    | -                                                                                 | 82’                                                                               |
| 16-1-2022                                                                         | Douala                                                                            | Algeria                                                                           | 0 – 1                                                                             | Guinea Equatoriale                                                                | Coppa d'Africa 2021 - 1º turno                                                    | -                                                                                 | 45’ 46’                                                                           |
| 23-3-2022                                                                         | Óbidos                                                                            | Guinea-Bissau                                                                     | 3 – 0                                                                             | Guinea Equatoriale                                                                | Amichevole                                                                        | -                                                                                 |                                                                                   |
| 2-6-2022                                                                          | Radès                                                                             | Tunisia                                                                           | 4 – 0                                                                             | Guinea Equatoriale                                                                | Qual. Coppa d'Africa 2023                                                         | -                                                                                 | 57’                                                                               |
| 23-9-2022                                                                         | Berrechid                                                                         | Ruanda                                                                            | 0 – 0                                                                             | Guinea Equatoriale                                                                | Amichevole                                                                        | -                                                                                 | 46’                                                                               |
| 27-9-2022                                                                         | Casablanca                                                                        | Guinea Equatoriale                                                                | 2 – 2                                                                             | Togo                                                                              | Amichevole                                                                        | -                                                                                 |                                                                                   |
| 28-3-2023                                                                         | Francistown                                                                       | Botswana                                                                          | 2 – 3                                                                             | Guinea Equatoriale                                                                | Qual. Coppa d'Africa 2023                                                         | -                                                                                 | 71’                                                                               |
| 17-6-2023                                                                         | Malabo                                                                            | Guinea Equatoriale                                                                | 1 – 0                                                                             | Tunisia                                                                           | Qual. Coppa d'Africa 2023                                                         | -                                                                                 | 90+3’                                                                             |
| 22-1-2024                                                                         | Abidjan                                                                           | Guinea Equatoriale                                                                | 4 – 0                                                                             | Costa d'Avorio                                                                    | Coppa d'Africa 2023 - 1º turno                                                    | -                                                                                 | 78’                                                                               |
| 5-6-2024                                                                          | Tunisi                                                                            | Tunisia                                                                           | 1 – 0                                                                             | Guinea Equatoriale                                                                | Qual. Mondiali 2026                                                               | -                                                                                 | 76’                                                                               |
| 10-6-2024                                                                         | Malabo                                                                            | Guinea Equatoriale                                                                | 1 – 0                                                                             | Malawi                                                                            | Qual. Mondiali 2026                                                               | -                                                                                 | 66’ 89’                                                                           |
| Totale                                                                            |                                                                                   | Presenze                                                                          | 16                                                                                |                                                                                   | Reti                                                                              | 0                                                                                 |                                                                                   |